# Lepomis gibbosus
Il persico sole (Lepomis gibbosus), conosciuto anche come pesce sole, gobbetto o gobbo, è un pesce d'acqua dolce, appartenente alla famiglia Centrarchidae.

## Distribuzione e habitat
È stato importato dagli Stati Uniti con successo in Italia a partire dal 1887. Qui ha trovato numerosi ambienti idonei alla sua naturalizzazione ed è divenuto una specie invasiva. La sua presenza è ormai generalizzata. È molto facile ad esempio avvistarlo in diversi fiumi d'Italia quali il Po, il Tevere e l'Arno, così come in grandi laghi quali il Lago di Bracciano, lago Trasimeno. Frequenta soprattutto rive basse, sabbiose e fangose, ama le acque lente dei fiumi di pianura e dei canali.
Il persico sole in inverno, quando la temperatura dell'acqua è inferiore a 12 °C, si sposta verso le acque profonde dove rimane in stato di quasi ibernazione. Nel resto dell'anno invece resta vicino a riva, spesso a pelo d'acqua.

## Descrizione
Il corpo è alto e tondeggiante, con muso prominente. Le pinne dorsale e ventrale hanno i primi raggi molto sviluppati. La sua livrea è molto colorata e presenta una colorazione di fondo verde bronzea metallica, con pinne gialle screziate di bruno rosso, testa verde-azzurra con strisce azzurro vivo e bianco. Un grosso ocello orlato di rosso è posizionato dietro l'opercolo branchiale. Il ventre è più chiaro. La femmina ha la colorazione meno vivace, mentre i piccoli hanno minute macchie rosse e azzurre.
La sua lunghezza va dai 10 cm (in acque in cui è molto diffuso) ai 25 cm e ai 3 hg di peso nei luoghi dove invece è più raro. Molti pescatori sostengono di aver catturato esemplari di alcuni chili, anche se ultimamente nelle nostre acque sta subendo un fenomeno di pseudonanismo e molto raramente supera i 15 cm di lunghezza..

## Riproduzione
L'accoppiamento (mediante fecondazione esterna) e la deposizione delle uova avvengono tra maggio e giugno. Il maschio dominante custodisce le uova, deposte in una buca sul fondo e, dopo la schiusa i piccoli, per alcuni giorni.
Esistono vari tipi di maschi: il dominante, che costruisce il nido, attira le femmine e custodisce le uova, l'incursore entra furtivamente nel nido e feconda alcune uova e il satellite che imita la femmina si avvicina al nido, dando al maschio l'idea di voler deporre altre uova, e feconda a sua volta le uova.

## Alimentazione

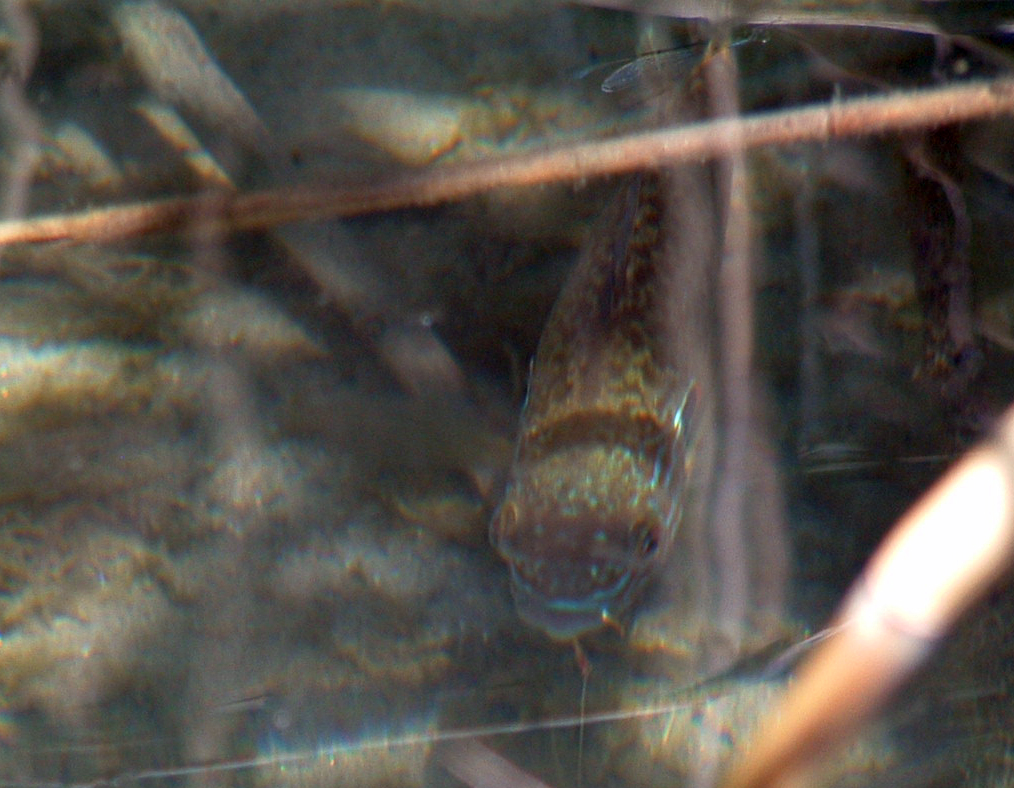
Persico Sole tra le canne del lago di Mergozzo

Il Persico sole si nutre prevalentemente di invertebrati, che scova tra la vegetazione e di piccoli pesci.

## Pesca
Essendo nonostante le esigue dimensioni un vorace predatore, abbocca molto facilmente agli ami e interessa come preda soprattutto i partecipanti alle gare di pesca. Le carni sono buone, ma ricchissime di lische, per giunta molto dure, per cui solo gli esemplari più grandi vengono consumati, previo sfilettamento. Anche gli individui molto piccoli possono essere consumati se fritti o in frittelle.

## Acquariofilia
La sua accentuata colorazione ha fatto sì che il Persico sole conosca un discreto successo anche come pesce ornamentale in acquari d'acque fredde, dove è abbastanza facile che avvenga la riproduzione.
Particolare interesse a questo proposito hanno quegli esemplari prelevati da zone isolate dove lo scambio di genetica è praticamente assente e gli esemplari presenti sono affetti da una forma di nanismo che difficilmente permette loro di raggiungere dimensioni superiori ai 12 cm, a differenza degli esemplari dei bacini maggiori dove sono abbastanza comuni esemplari di taglie superiori ai 20 cm.
Raramente venduto in alcuni negozi di acquari, sarebbe meglio prelevarlo in natura con ami privati dell'ardiglione, o con retini, in modo da essere certi che l'esemplare pescato faccia parte di quegli esemplari che tendono a crescere di meno.
Fatto ciò si può allestire una vasca di almeno 120 litri per 3 esemplari, meglio un 200 litri per 5. Si abitua rapidamente alla cattività vista la sua predisposizione ad assaggiare qualsiasi tipo di cibo. È un pesce onnivoro e potrà essere alimentato con un buon mangime base; la sua dieta deve inoltre essere integrata con mangime congelato per pesci d'acquario e pezzetti di lombrico.
La riproduzione avviene più facilmente a patto che la temperatura della vasca raggiunga almeno i 12 °C o anche meno, in modo da simulare la stagione invernale. Con l'aumento delle temperature e una maggiore somministrazione di cibo congelato (chironomus e artemia salina) i pesci vengono stimolati alla riproduzione. Il maschio costruisce un nido - la caratteristica "piazzola" -  dove la femmina depone le uova in seguito a un rituale di corteggiamento. Le uova vengono continuamente difese e ossigenate con costanti movimenti della coda dal maschio, che scaccia qualsiasi intruso dalla zona, femmina compresa.
Visto il loro carattere talvolta territoriale è consigliabile allevarlo in vasche monospecifiche dove si instaurerà una gerarchia ben precisa con un esemplare che domina sugli altri. Viste le sue esigenze di temperatura è una vera e propria tortura introdurlo in acquari tropicali dove morirà precocemente. L'aspettativa di vita massima di un persico sole si attesta sui 12 anni.